# La Sagrada Familia (pel·lícula)
La Sagrada Familia és una pel·lícula xilena de l'any 2006. Dirigida per Sebastián Lelio, protagonitzada per Patricia López, Néstor Cantillana i Sergio Hernández i amb la música de Javiera y Los Imposibles.

## Sinopsi
Una família d'arquitectes viatja a la seva casa a la platja a passar la Setmana Santa. Una de les grans expectatives del viatge és que els pares coneixeran a Sofia, la nova promesa del seu fill, qui té una relació competitiva i malaltissa amb el seu pare. Però la noia és una mica més audaç del que ells esperaven i, després que la mare hagi de tornar a Santiago per una emergència, el pare, el fill i la xicota viuran dos dies molt diferents al tranquil cap de setmana que esperaven.

## Repartiment
- Patricia López com Sofía.
- Néstor Cantillana com Marco (fill).
- Sergio Hernández com Marco (pare).
- Coca Guazzini com Soledad.
- Macarena Teke com Rita.
- Mauricio Diocares com Aldo.
- Juan Pablo Miranda com Pedro.

## Premis
- Millor Actor Secundari, Festival Internacional de Cinema de Viña del Mar, Xile, 2005[3]
- Millor Film de Ficció, Premi a la Distribució. L'Alternative of Barcelona International Film Festival, Espanya, 2005
- Premi Titra a la Distribució, Millor Film de Ficció. International Film & Television Festival Cinema Tout Ecran Genova, Itàlia, 2005
- Millor Film de Ficció Gran Premi Coup de Cour. FIPRESCI Award. Festival de Cinema Llatinoamericà de Tolosa de Llenguadoc, França, 2006
- Premi Signis, Millor Film de Ficció, Buenos Aires Festival Internacional de Cinema Independent, l'Argentina, 2006
- Millor Muntatge, Providence International Film Festival, els EUA, 2006
- Premi Especial del Jurat, XII Mostra de Cinema Llatinoamericà de Lleida, 2006[4]
- Premi Especial del Jurat, Millor "Opera Prima". Latin American Film Festival Austin Texas, els EUA, 2006
- Millor Film de Ficció, Era New Horizon International Film Festival, Polònia, 2006
- Premi Especial del Jurat, Vladivostok International Film Festival "Pacific Meridian", Rússia, 2006
- Millor Pel·lícula, Seoul International Film Festival, 2006
- Millor Actriu, Festival Iberoamericà de Cinema de Santa Cruz, Bolívia, 2006
- Millor Actriu, Millor Actor, Festival Internacional de Cinema de Guayaquil, l'Equador, 2006
- Millor Pel·lícula de l'Any, Associació de Crítics de Xile, 2006
- Millor Llargmetratge, Millor direcció Millor Interpretació Femenina, Millor Interpretació Secundària i Millor Disseny de So, Premi Pedro Sienna, Xile, 2007